# Autodesk MotionBuilder
Autodesk MotionBuilder (раніше відомий як Kaydara) — програмний пакет, призначений для персонажної анімації та обробки даних Motion capture. Має багатий набір з налаштування клуня, автоматично призначав клунь Full body IK, анімаційні шари, міксер анімаційних кліпів, лицьова анімація.